# Castel Rigone
Castel Rigone is een plaats (frazione) in de Italiaanse gemeente Passignano sul Trasimeno.

## Bezienswaardigheden
- het sanctuarium van Maria Santissima dei Miracoli (1494) dat gebouwd werd door een onbekend gebleven leerling van Bramante. Het heiligdom ligt aan de voet van het pittoreske gehucht dat op 653 m hoogte ligt. De imposante kerk wordt beschouwd als een van de meest waardevolle voorbeelden van de renaissancearchitectuur in Umbrië.
  - De buitenkant wordt gedomineerd door het beeldhouwwerk van de voorgevel. In het timpaan van het hoofdportaal zit Maria met kind, omringd door twee heiligen. Buiten het timpaan worden ze geflankeerd door twee engelen. Boven het portaal bevindt zich een mooi uitgewerkte rozet waarop een hele reeks engelen zich voortbewegen in de richting van de zegenende Christus. Ook het zijportaal is kunstig bewerkt.
  - Binnen valt de kleur van de steen van de twee zijkapellen, van de zijaltaren en van de omlijstingen onmiddellijk op : de gebruikte steen is de pietra serena, een grijsgroene steen afkomstig uit de steengroeven van het naburige Toscane (Firenzuola, Fiesole ...). Men treft er een aantal waardevolle fresco's en schilderijen aan zoals L'incoronazione di Maria van de Perugiaanse renaissanceschilder Giovanni Battista Caporali (een leerling van Perugino) evenals een houten kruisbeeld met als achtergrond een sereen fresco.